# 黒田電気ブリット・スピリッツ
黒田電気ブリット・スピリッツ（くろだでんきブリット・スピリッツ）は、東京都に本拠地を置き、日本社会人バスケットボール連盟に加盟する社会人バスケットボールの企業チームである。運営母体は黒田電気。
チーム名は「弾丸魂」を意味する。

## 歴史
1956年10月に創部され、1959年4月に実業団登録。2006年、日本リーグに昇格し、2008年のチャレンジ!おおいた国体に出場。準優勝となった。
2013-14シーズンより開始されるNBDLにも参戦するが、同シーズン限りで同じ東京を本拠地とするアースフレンズに会員権を譲渡し、以降は関東実業団で活動。選手は一旦自由契約とされた後、ほとんどが社員として残留。
2018年に社会人リーグが再編されると、男子北関東地域リーグ所属となる。再編初年度に優勝すると、翌年には高松宮記念杯全日本社会人バスケットボールプレミアムシップを制覇。2024年度に再々編されるまでに、地域リーグを4回（北関東1回・南関東2回・関東A1回）、チャンピオンシップを2回制した。
2024年に社会人の全国リーグとして日本社会人バスケットボールリーグ（SB1リーグ）が開幕すると、同リーグに活動の場を移す。しかし、リーグ戦での成績が振るわず、SB2リーグ（旧・地域リーグ）代表チームとの入れ替え戦に出場。ワンリーズ和歌山に敗れ、1年で降格という結果に終わった。
なお、黒田電気は大阪にもバスケットボール部を持っており、実業団の強豪として君臨している。

## 成績

### JBL2
| 年度    | リーグ | 回 | レギュラーシーズン | レギュラーシーズン | レギュラーシーズン | セミファイナル               | セミファイナル               | ファイナル                   | ファイナル                   | 最終結果                     |
| 年度    | リーグ | 回 | 勝                 | 敗                 | 順位               | 勝                           | 敗                           | 勝                           | 敗                           | 最終結果                     |
| ------- | ------ | -- | ------------------ | ------------------ | ------------------ | ---------------------------- | ---------------------------- | ---------------------------- | ---------------------------- | ---------------------------- |
| 2007-08 | JBL2   | 1  | 4                  | 12                 | 7位                | ---                          | ---                          | ---                          | ---                          | 7位                          |
| 2008-09 | JBL2   | 2  | 4                  | 10                 | 6位                | ---                          | ---                          | ---                          | ---                          | 6位                          |
| 2009-10 | JBL2   | 3  | 11                 | 10                 | 5位                | ---                          | ---                          | ---                          | ---                          | 5位                          |
| 2010-11 | JBL2   | 4  | 8                  | 15                 | 8位                | 震災のためプレイオフ実施せず | 震災のためプレイオフ実施せず | 震災のためプレイオフ実施せず | 震災のためプレイオフ実施せず | 震災のためプレイオフ実施せず |
| 2011-12 | JBL2   | 5  | 8                  | 19                 | 8位                | ---                          | ---                          | ---                          | ---                          | 8位                          |

## 選手とスタッフ

### スタッフ
- ヘッドコーチ:藤本靖章

### 選手
| No. | P   | 名前     | 生年 | 身長、体重 | 出身     | 前所属       |
| --- | --- | -------- | ---- | ---------- | -------- | ------------ |
| 0   | G   | 島文貴   | 1981 | 180cm 76kg | 東京都   | 東海大学     |
| 2   | C   | 竹松浩司 | 1985 | 195cm 95kg | 埼玉県   | 青山学院大学 |
| 4   | F   | 木村勇太 | 1985 | 193cm 85kg | 神奈川県 | 日本大学     |
| 5   | G   | 滝本恵次 | 1983 | 169cm 62kg | 福岡県   | 九州産業大学 |
| 6   | G   | 清水誠太 | 1982 | 185cm 84kg | 山梨県   | 拓殖大学     |
| 7   | F/C | 吉留将平 | 1982 | 195cm 79kg | 神奈川県 | 東海大学     |
| 8   | F   | 大前哲雄 | 1981 | 185cm 74kg | 大阪府   | 立命館大学   |
| 14  | G/F | 堀哲郎   | 1981 | 183cm 73kg | 山口県   | 同志社大学   |
| 15  | F   | 綿貫史宏 | 1986 | 184cm 77kg | 千葉県   | 順天堂大学   |
| 19  | C   | 菅谷徹   | 1984 | 215cm 95kg | 富山県   | 京都産業大学 |
| 32  | F   | 村上晃司 | 1981 | 191cm 86kg | 東京都   | 大東文化大学 |
| 77  | F   | 小野寺翔 | 1985 | 190cm 85kg | 千葉県   | 日本大学     |

### 過去の主な所属選手
- 西堂雅彦
- 小川伸也
- 齋藤強
- 武田大輔
- 村岸龍
- 井上裕介
- 錦織乾次
- 清水誠太
- 伴亰一郎
- BT・テーブス